# Megachoriolaus cruentus
Megachoriolaus cruentus är en skalbaggsart som först beskrevs av Martin 1930.  Megachoriolaus cruentus ingår i släktet Megachoriolaus och familjen långhorningar. Inga underarter finns listade i Catalogue of Life.